# Litíč
Litíč je obec v jižní části okresu Trutnov v Královéhradeckém kraji. Ve vzdálenosti sedm kilometrů jihovýchodně leží město Jaroměř a deset kilometrů severozápadně město Dvůr Králové nad Labem, tři kilometry jižně pak lázně Velichovky. Žije zde 189 obyvatel. Obec Litíč se skládá ze dvou částí - Litíč (německy Littisch) a Nouzov (německy Neujahrsdorf).

## Historie
První písemná zmínka o obci pochází z roku 1527.

## Obyvatelstvo
| Rok            | 1869 | 1880 | 1890 | 1900 | 1910 | 1921 | 1930 | 1950 | 1961 | 1970 | 1980 | 1991 | 2001 | 2011 | 2021 |
| -------------- | ---- | ---- | ---- | ---- | ---- | ---- | ---- | ---- | ---- | ---- | ---- | ---- | ---- | ---- | ---- |
| Počet obyvatel | 616  | 611  | 534  | 461  | 427  | 413  | 392  | 281  | 248  | 183  | 128  | 89   | 109  | 137  | 177  |
| Počet domů     | 114  | 116  | 114  | 117  | 109  | 108  | 104  | 90   | 69   | 61   | 49   | 61   | 62   | 64   | 82   |

## Obecní správa
V letech 1961–1971 spadal Litíč do okresu Náchod, od 26. listopadu 1971 je součástí okresu Trutnov.

### Části obce
- Litíč
- Nouzov

### Obecní symboly
Znak a vlajka byly obci uděleny rozhodnutím předsedy Poslanecké sněmovny Parlamentu České republiky dne 11. července 2019.
Vlajka: List tvoří čtyři vodorovné pruhy, modrý, červený, bílý a modrý, v poměru 7:1:1:1. Z horního rohu listu vyniká kosmo žlutý sokolí spár s bílým opeřením a rolničkou, za horního cípu šikmo bílá lví tlapa se žlutou zbrojí. Poměr šířky k délce je 2:3.
Znak: Modrý štít s červeno-stříbrně pilovitě děleným břevnem. Nahoře z rohů štítu vynikají vpravo kosmo zlatý sokolí spár se stříbrným opeřením a rolničkou, vlevo šikmo stříbrná lví tlapa se zlatou zbrojí. Dole zlatá dóza na masti.

## Pamětihodnosti
- Kostel Nejsvětější Trojice Litíč
- Hřbitov Litíč
- Kaple svaté Máří Magdalény Nouzově
- Pomník padlým z Nouzova v první světové válce

## Osobnosti
Narodil se tu statkář a českoněmecký politik Josef Goll (1864–1924), na počátku 20. století poslanec Říšské rady.